# NGC 5079
NGC 5079 је спирална галаксија у сазвежђу Девица која се налази на NGC листи објеката дубоког неба.
Деклинација објекта је - 12° 41' 59" а ректасцензија 13h 19m 37,9s. Привидна величина (магнитуда) објекта NGC 5079 износи 12,0 а фотографска магнитуда 12,8. NGC 5079 је још познат и под ознакама MCG -2-34-30, IRAS 13169-1226, PGC 46473.